# Bad Candy
Bad Candy was een Nederlandse meidenband, bestaande uit zangeres Natalie James, drumster Stefanie Salmon, gitariste Chantal van Brummelen en bassiste Janneke Nijhuijs. Van 2002 - 2004 was er sprake van een andere formatie met 2 andere meiden.

## Biografie
Bad Candy is door Barry Hay van de Golden Earring geformeerd.
De meidenband is in 2002 begonnen met 5 bandleden. Else Merit Screur, Ryanne van Dorst, Stefanie Salmon, Chantal van Brummelen en Janneke Nijhuijs. In 2004 zette toenmalig manager Cees van Leeuwen leadzangeres Else Merit en gitariste Ryanne van Dorst uit de band. Dit om plaats te maken voor de Schotse zangeres Natalie James waarmee hij dat jaar contact heeft opgenomen en eind 2004 heeft laten overvliegen om de lead vocals van Else Merit te vervangen. Voor Ryanne is geen andere gitarist in de plaats gekomen en de band ging met 4 bandleden verder.  
In 2005 startte bij Nickelodeon de televisieserie Bad Candy was here over het wel en wee van de groep. De single Girls just wanna have fun is de titelsong van de serie.
Op 23 september 2006 werd het bekendgemaakt dat Bad Candy ermee stopte.
In 2008 start Chantal van Brummelen als vaste zangeres bij Norman Kapoyos and the swinging mood orchestra.
Zangeres Else Merit Schreur is naast zangdocente en singer-songwriter sinds 2019 ook actief als leadzangers bij top100 Coverband Xclusive.

## Discografie

### Albums
| Album met eventuele hitnotering(en) in de Nederlandse Album Top 100 | Datum van verschijnen | Datum van binnenkomst | Hoogste positie | Aantal weken | Opmerkingen |
| ------------------------------------------------------------------- | --------------------- | --------------------- | --------------- | ------------ | ----------- |
| Bad Candy                                                           | 24-3-2006             |                       |                 |              |             |

### Singles
| Single met eventuele hitnotering(en) in de Nederlandse Top 40 | Datum van verschijnen | Datum van binnenkomst | Hoogste positie | Aantal weken | Opmerkingen |
| ------------------------------------------------------------- | --------------------- | --------------------- | --------------- | ------------ | ----------- |
| Spin around                                                   | 13-3-2003             | 19-4-2003             | 20              | 5            |             |
| That's what girls do                                          | 25-8-2003             | 2-9-2003              | 46              | 2            |             |
| (You are) Not my father                                       | 27-6-2004             | 7-7-2004              | 17              | 6            |             |
| Girls just wanna have fun                                     | 4-5-2005              | 11-5-2005             | 8               | 7            |             |
| More More More                                                | 3-2-2006              |                       |                 |              |             |
| Worlds Apart                                                  | 28-7-2006             |                       |                 |              |             |

### Dvd's
- Bad Candy Was Here Afl. 1 - 4
- Bad Candy Was Here Afl. 5 - 9